# مقام النبي هود
مقام النبي هود هو بناء مكون من غرفة مساحتها 16 مترا مربعا، تعلوها قبة، وتحيط بها مقبرة، وفي الجهة الشرقية منها مغارة مظلمة يعتقد أن النبي هود قد أقام بها. يقع المقام على قمة جبلية مرتفعة في قرية النبي هود التي تبعد بثلاثة كيلو مترات عن مدينة جرش .

## وصلات خارجية
صور لمقام النبي هود من مركز الأبحاث الأمريكي